# 成田山新勝寺
成田山新勝寺（なりたさんしんしょうじ）は、日本の千葉県成田市成田にある真言宗智山派の仏教寺院であり、同派の大本山の一つである。山号は成田山。本尊は不動明王で、当寺は不動明王信仰の一大中心地である。そのため、成田不動、お不動さまなどといった通称でも広く親しまれてきた。開山は平安時代中期の天慶3年（940年）と伝えられる。寺紋は葉牡丹。
参詣者数において関東地方屈指の寺である。初詣の参拝者数は、2020年に約305万人であり、社寺としては明治神宮に次ぐ全国第2位（千葉県内第1位）、寺院に限れば全国第1位の参拝者数である。年間参詣者数は1000万人を超える。今も昔も加持祈祷のために訪れる人が多いことでも知られる。成田国際空港に近いことから、外国人観光客にも人気がある。

## 歴史

### 中世
成田山新勝寺の縁起は、平安時代中期、東国で起こった平将門の乱に始まる。朝廷は追討軍を差し向けると同時に将門調伏の祈願を大寺社や密教僧に命じた。天慶2年（939年）、寛朝僧正も朱雀天皇の密勅を受けた。寛朝は、京の高雄山（神護寺）護摩堂に安置されていた空海作の不動明王像を奉じて総国へ下ることとし、明くる天慶3年（940年）、難波津から海路で上総国に至り尾垂浜に上陸。陸路で下総国公津ヶ原へ入り、この地にて朝敵調伏を旨とする不動護摩供を奉修した。ややあって将門は戦死。最期は諸説あるが、寒の戻りの風に乗った1本の流れ矢が将門の額に命中したと伝えられる。これを朱雀天皇は、不動明王の霊験と歓喜した。さらに、寛朝が帰京しようとしても不動明王像が動こうとしないとの報せを聞き、公津ヶ原にて東国鎮護の霊場を拓くべきとの考えのもと、寛朝に開山せしめ、神護新勝寺の寺号を下賜したという。この時、朱雀天皇から「天国宝剣」を下賜されたとされる。
こうした由来から、平将門を祭神として祀る東京の神田明神や築土神社と、成田山の両方を参拝することを避ける人もいる（神田明神#伝説を参照）。
成田山はその後、源頼義、源頼朝、千葉常胤といった関東有力武将の崇敬を受けた。
永禄年間（永禄9年〈1566年頃〉と考えられるが未詳）に成田村一七軒党代表の名主が不動明王像を背負って遷座し、伽藍が建立された場所が、現在の成田市並木町にある「不動塚」周辺と伝えられ、成田山発祥の地と言われている。その後、新勝寺は戦国期の混乱の中で荒廃し、江戸時代までは寂れ寺となっていた。

### 近世
江戸時代に入って世情が落ち着くと、徳川将軍家や水戸藩主徳川光圀からも崇敬を受けることとなり、伽藍が再建・整備、江戸に近いことから参詣者が増えるとともに、江戸で成田不動の出開帳が度々行われた。元禄16年（1703年）、深川永代寺（富岡八幡宮の別当寺で、廃仏毀釈により廃寺となったが、塔頭寺院が1896年〈明治29年〉に名跡を再興した）で行われたのが初めで、江戸時代を通じて12回の出開帳が行われた記録がある。歌舞伎役者の初代市川團十郎が成田不動に帰依して「成田屋」の屋号を名乗り、不動明王が登場する芝居を打ったことなどもあいまって、成田不動は庶民の信仰を集め、成田参詣が盛んとなる。

### 近代
明治維新以降、新勝寺はお札を通じて、戦時下の人々の精神的な助けとなった。当寺の「身代わり札」は「鉄砲玉から身を守る札」として日清戦争当時から軍人らに深く信仰されていた。満州事変から1945年（昭和20年）の敗戦に至るまで、『成田市史年表』から拾い出すだけでも、1933年（昭和8年）から1941年（昭和16年）までの間に、歩兵第57連隊の兵士や近衛兵たちが10回以上も参拝し、武運長久を祈願、お札を身につけている。
第18世住職・荒木照定は1928年（昭和3年）に新更会を設立、『成田町報』などを通じ、地域の民衆に対する日本古来の伝統的思想の教化を積極的に行った。日中戦争が激化していた1938年（昭和13年）には陸海軍に「新勝号」「成田山号」と名づけた戦闘機を献納している。また、真珠湾攻撃の翌日にはそれぞれに当時の額で10万円を献納するなど、新勝寺は積極的に協力した。
寺の開基1000年でもある1940年、10年に1度の大開帳は、国家の一大イベントとなる行事である紀元二千六百年記念行事と重なるのを回避し、経済的に不利な状況（すなわち寄付の不足）になることを避けるため、2年前倒しされた。これより2018年の開基1080年を含めて現在まで、大開帳は開山の周年と2年ずれることになる。

### 現代
本尊として安置されている不動明王及二童子像は、1964年（昭和39年）5月26日に国の重要文化財に指定された。
2007年（平成19年）11月28日、着工から3年8か月をかけたケヤキ造りの総門（高さ15メートル、桁行14メートル、梁行8メートル）が完成。

## 年表
- 出典1 - （外部リンク）“成田山の歴史”. 大本山 成田山（公式ウェブサイト）.   成田山新勝寺. 2024年8月17日閲覧。
- 出典2 - （外部リンク）“市川團十郎と成田山のお不動さま”. 大本山 成田山（公式ウェブサイト）.   成田山新勝寺. 2024年8月17日閲覧。
- 出典3 - （外部リンク）“成田山と団十郎”. FEEL成田（公式ウェブサイト）.   成田市観光協会. 2018年4月15日閲覧。

### 平安時代
- （伝）大同5年/弘仁元年（810年、平安時代前期） - 空海（弘法大師）が、嵯峨天皇の勅願により、木造不動明王坐像を敬刻・開眼する。/ 129年後、この像が寛朝僧正[* 1]の手で下総国にもたらされ、平将門を調伏したうえで新勝寺の本尊となったとされる。
- 天慶2年（平安時代中期）
  - 1月（939年2月頃[* 2]） - 寛朝が、朱雀天皇より平将門の乱平定のための将門調伏祈願を旨とする「治乱の護摩を修法せよ」との密勅を賜る。
  - 某月 - 天皇から宝剣を賜り、高雄山（神護寺）護摩堂の不動明王（木造不動明王坐像）を捧持した寛朝が、平安京を発ち、総国へ下向する。
- 天慶3年（940年）
  - 1月 - 寛朝が、難波津経由の海路で、上総国の尾垂浜（房総半島の海浜で、現在の千葉県山武郡横芝光町尾垂浜）に上陸。
  - 推定1月24日 - 確定2月14日（推定3月5日 - 確定3月25日）[* 3] - 寛朝が、下総国公津ヶ原にて、乱の続いた21日間に亘って将門調伏祈願の不動護摩供を奉修する。
  - 推定2月下旬 - 乱の平定を見届けた寛朝は帰京しようとするも、不動明王像は磐石のごとく微動だにしなかったという。このことが朱雀天皇に伝えられると、天皇は深く感動し、国司に命じて堂宇を建立させ、本尊を不動明王（木造不動明王坐像）とし、神護新勝寺（じんご しんしょうじ）の寺号を下賜したうえで、ここを東国鎮護の霊場として寛朝に開山させた。これをもって新勝寺の開山と見なされている。
- 康平6年（1063年、平安時代後期） - 源頼義、当寺の本堂を再建。

### 室町時代
- 応永15年（1408年。室町時代中期） - 当地域にて「成田（成田郷）」という地名の初出[8]。
- 永禄9年前後（1566年前後。室町時代後期、戦国時代後期） - 現在所在地に近い不動塚界隈（現在の成田市並木町界隈）に当寺が遷座され、成田山新勝寺の名が成立する。/  成田村一七軒党代表の名主が、本尊（不動明王像）を背負って遷したといい、これより、当地にて伽藍が建立されてゆく。
- 戦国時代 - 長きに亘る戦世にあって、当寺も荒廃し、寂れる。
- 文禄3年（1594年）の成田村検地帳（豊田家文書）に寺名が見られる[9]。

### 江戸時代
- 明暦元年（1655年） - 成田村の新勝寺（当寺）にて、本堂（現・薬師堂）の建立[8]。
- 延宝2年（1674年） - 徳川光圀が、江戸藩邸への帰路、成田村の新勝寺に参詣する[8]。
- 貞享4年（1687年） - 歌舞伎役者・初代市川團十郎が、成田山新勝寺の薬師堂（本堂）に通って、一心に求子祈願を行う。/ 当世を代表する千両役者となった團十郎ではあったが、子宝には恵まれず、市川宗家が本貫の近傍にあって以前から篤く信仰していた新勝寺に頼った。
- 元禄元年（1688年） - 初代市川團十郎の祈願が成就し、長男・九蔵（長じての2代目團十郎）を授かる。團十郎は新勝寺の霊験を大いに喜ぶ。
- 元禄8年（1695年） - 初代市川團十郎が『成田山不動明王』を初演し、自ら不動明王を演じる。/ これは、歌舞伎演目として初めて不動明王を主題としたもので、求子祈願を叶えてくれた「お不動様」とその寺への感謝と信仰に裏打ちされた作品であった。この上演を機に市川家は「成田屋」を屋号として使い始める。以来、不動明王役は歴代團十郎の十八番となる。
- 元禄11年（1698年）頃 - 初代市川團十郎と10歳になった九蔵が中村座にて親子共演で『兵根元曽我つわもの こんげんそが』を初演。/不動明王を主題としたこの芝居も大当たりし、團十郎親子は新勝寺に大神鏡を奉納する。以来、この演目はたびたび上演されることとなる。初代團十郎が寄せるようになった篤い信仰と実体験に材を採って発想された演目は、成田山新勝寺の名を大いに高める結果となり、新勝寺は、團十郎を通じて知った霊験と観光を目当てに詣でる大勢の信徒と顧客を獲得し、このような「成田詣で」の賑わいに応じて、寺は伽藍などを、周辺地域は門前町を充実させてゆくという、隆盛と観光地化の時代を迎えることとなる。
- 元禄13年（1700年） - 中興の祖とされる照範が入寺し貫主となる[9]。
- 元禄14年（1701年） - 古い本堂（現・薬師堂）に替わる新たな本堂（現・光明堂）の建立[8]。
- 元禄16年（1703年） - 新勝寺が、江戸富岡八幡宮別当永代寺にて初めての出開帳を行う[8]。以降、出開帳は安政3年（1856年）まで、江戸時代を通じて12回行われたが、そのうち1回を除いて深川永代寺が会場となった。
- 宝永2年（1705年） - 佐倉藩主・稲葉正通が、成田村囲護台の新畑50石を、新勝寺に寄進する[8]。
- 宝永3年（1706年） - 江戸弥勒寺末より離れる。
- 宝永4年（1707年） - 大覚寺末に転じ、常法談林にするなど寺格をあげる[9]。
- 正徳2年（1712年） - 三重塔の建立。
- 享保7年（1722年） - 一切経堂の建立。
- 時期不詳 - 5代目市川團十郎（1741年 - 1806年）が、歌舞伎演目『暫』の口上に「中央大日大聖不動、成田は先祖の産神にて…」という台詞を初めて取り入れたという。
- 文政12年（1829年） - 二宮尊徳が、新勝寺に参詣する[8]。
- 天保2年
  - 3月（1832年4月頃） - 「身代わり札」由緒の事故の発生。/ 仁王門の棟上式の直前、大工の辰五郎が高所の足場から落ちたが、新勝寺の守り札が身代わりになって真っ二つに割れ、本人は怪我一つなかったという。
  - 4月か（1832年5月頃） - 仁王門（現存）の建立。
- 天保13年（1842年） - 奢侈禁止令に触れた7代目市川團十郎が、新勝寺の地続きの延命院に寓居する[8]。
- 嘉永5年（1852年） - 成田村にて大火あり、120軒の焼失[8]。
- 安政5年（1858年） - 古い本堂（現・光明堂）に替わる新たな本堂（現・釈迦堂）の建立[8]。
- 文久元年（1861年） - 額堂の建立。

### 明治時代
- 1873年（明治6年） - 成田山新勝寺の深川出開帳が行われる[8]。
- 1878年（明治11年） - 現在の永代寺の場所に成田不動の分霊を祀り、「深川不動堂」として存続することが東京府により認められる。
- 1897年（明治30年） - 総武鉄道佐倉駅を起点として成田駅までの成田鉄道（初代）が開業。
- 1900年（明治33年）
  - 1月11日 - 小松宮彰仁親王が農水産連合品評会総裁として参詣する[10]。
  - 2月15日 - 高浜虚子が参詣する[11]。
  - 9月8日 - 正岡子規が請われて成田山句会の催主となる[11]。
- 1901年（明治34年） -  山内に俳句結社の蛍雪会が結成される[12]。
- 1902年（明治35年） - 大隈重信ら18人が参詣する[13]。
- 1903年（明治36年） - 北白川宮成久王、久邇宮稔彦王、久邇宮鳩彦王が参詣する[10]。
- 1910年（明治43年）12月11日 - 成宗電気軌道（社名同名）、成田駅前（現.京成成田駅） - 成田山門前（後、不動尊）間開通。

### 大正時代
- 1920年（大正9年）9月1日 - 成田鉄道（初代）が買収され、成田駅は国有鉄道の駅となる。
- 1924年（大正13年） - 成田電気軌道（旧・成宗電気軌道）が京成電気軌道傘下に入る。
- 1925年（大正14年） - 第18世住職・荒木照定が、初の海外視察を行う。/ 場所はロンドン。
- 1926年（大正15年） - 京成電鉄京成本線成田花咲町駅が開業、東京市内からの直通路線が開通。

### 昭和時代

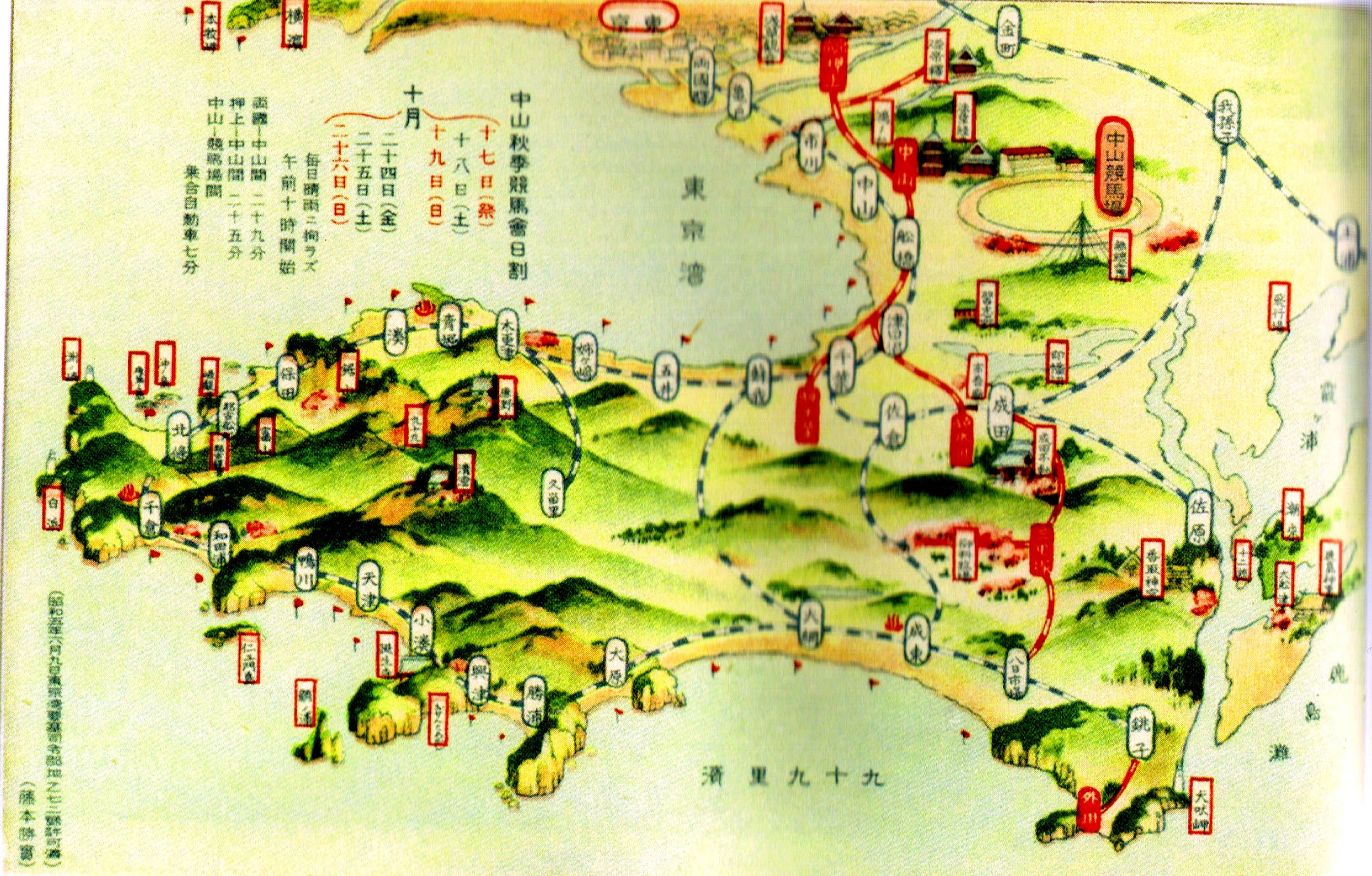
中山競馬･千葉県観光案内地図（昭和5年）　成田不動がイラスト入りで紹介されている

- 1927年（昭和2年） - 成田電気軌道、千葉県から多古線・八街線の鉄道路線を譲り受け[14]、 成田鉄道（第2代、現.千葉交通）に改称[15]。
- 1928年（昭和3年） - 欧米偏重の風潮を嘆く荒木照定が、新更会を結成。
- 1930年（昭和5年） - 京成成田駅開業。
- 1938年（昭和13年） - 成田山開基一千年祭の開催。1940年（昭和15年）が千年であるが、国家の一大行事である皇紀2600年の大典が執り行われるため、国家行事と重なることにより、寄付金・寄付者が少なくなるのを避けるため、前倒しして千年祭を実施した。海軍機を納し、陸軍機「新勝号」の命名式を執り行う。
- 1943年（昭和18年） - 当寺が、奥の院境内より伐採した1000本の木材を、造船用材として日本海軍に献納する。
- 1944年（昭和19年） - 日本海軍水路部が、当寺の新更会館（現・霊光館）へ移駐する。
- 1944年（昭和19年）12月11日 - 成田鉄道成宗電気軌道、不要不急線として廃止[16]。京成成田駅から成田山新勝寺までの廃線跡は道路（電車道）に転用され、アクセスルートの一つとなっている。
- 1946年（昭和21年） - 当寺が大本山へ昇格。
- 1960年（昭和35年）5月 - 新勝寺の縁起地である尾垂浜（千葉県山武郡横芝光町尾垂浜）にて、寛朝大僧正の聖蹟顕彰を旨とした「成田山不動尊の上陸記念碑」の造立。
- 1964年（昭和39年）5月26日 - 本尊の木造不動明王及二童子像が、「木造不動明王及二童子像（本堂安置）」の名称で、国の重要文化財に指定される[7]。
- 1965年（昭和40年）６月18日 - 三重塔わきに建っていた第一額堂（三升額堂）が心無い一成田市在住の青年の放火により全焼。成田市では国宝である法隆寺金堂の火災により制定された1月26日の全国統一の文化財防火デーではなく、6月18日に市独自で文化財防火デーとしている。
- 1968年（昭和43年） - 古い本堂（現・釈迦堂）に替わる新たな本堂「大本堂」の建立[8]。
- 1975年（昭和50年） - 境内にて、光輪閣の建立。
- 1976年（昭和51年）2月3日 - 毎年の節分の日にはNHK大河ドラマの出演者が新勝寺恒例の「特別追儺豆まき式」に参加しているが、この年に限っては、ドラマが平将門を主人公とする『風と雲と虹と』であったことから、出演者は参加を見合わせた。
- 1984年（昭和59年） - 平和大塔の建立。
- 1988年（昭和63年） - 成田山開基一千五十年祭の開催[8]。

### 平成時代
- 1998年（平成10年）4月 - 新勝寺の縁起地である尾垂浜（千葉県山武郡横芝光町尾垂浜）にて、成田山浪切り不動尊像の造立。
- 2007年（平成19年）11月28日 - 総門の建立。/ 開基1070年記念事業の一環として。
- 2008年（平成20年）4月 - 成田山開基1070年を迎え、開基1070年祭を実施[17][18]／正確には開基1068年にあたるが、1938年（昭和13年）に開基1000年祭を祝っていることから2008年は開基1070年としている。
- 2018年（平成30年）4月 - 成田山開基1080年祭を実施[17][18]。

### 令和時代
- 2021年2月18日、第21世貫首・橋本照稔が遷化。94歳没[19]。

## 伽藍

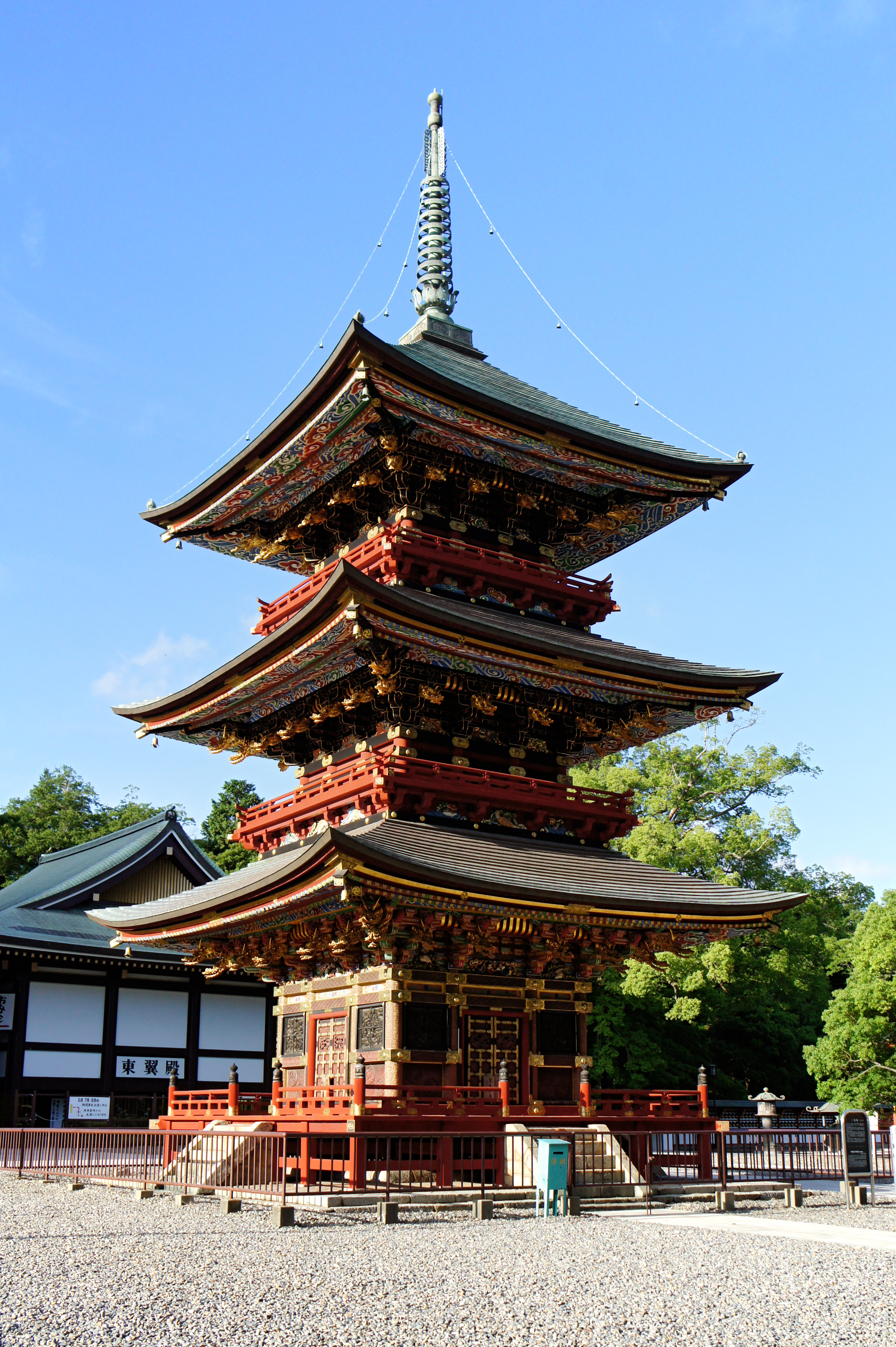
三重塔（重要文化財）

境内は広く、新旧の様々な伽藍が立ち並び、庶民の信仰の場の雰囲気を残している。江戸中期 - 末期の建築である仁王門、三重塔、釈迦堂、額堂、光明堂の5棟が国の重要文化財に指定されている。
成田駅および京成成田駅の「参道口」から新勝寺への参道が延び、門前町をなしている。参道を10分ほど歩き、急な石段を上った先の台地上に伽藍が広がる。石段の途中に仁王門、石段を上った先の正面に大本堂、その手前右手に三重塔、鐘楼、一切経蔵などが建つ。この他、大本堂の左手に釈迦堂、大本堂背後の一段高くなった地には額堂、三社、光明堂、清瀧権現堂、開山堂、平和の大塔などが建つ。境内の東側は広大な成田山公園になっている。

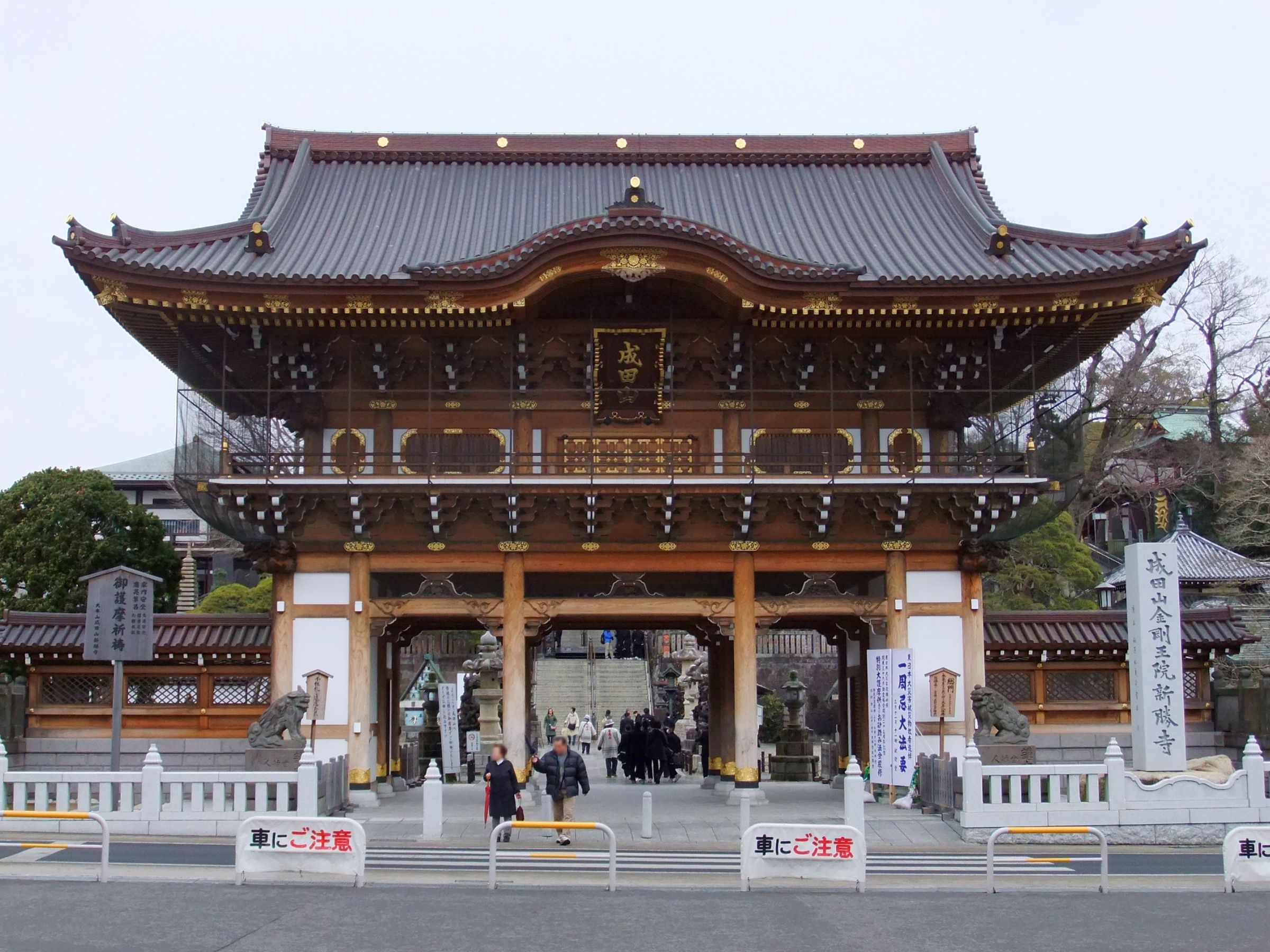
総門
開基1070年記念事業として2006年（平成18年）に竣工した。境内入口に建つ。総欅造り。高さ15メートル、桁行14.2メートル、梁行6.3メートル（設計：財団法人建築研究協会 施工：大林組、金剛組、日本木彫連盟江戸木彫刻）。2階部には不動明王や千手観音、大日如来など8体の木製仏像が奉安されている。
光輪閣
境内入口、仁王門左方に建つ鉄筋コンクリート造建築で1975年（昭和50年）の竣工（設計：石本建築事務所　施工：共同企業体）。護摩祈祷の受付、精進料理の接待など、信徒向けに使われる建物である。
仁王門
国の重要文化財。参道から大本堂へ至る急な階段の途中に建つ。入母屋造の八脚門で、1830年（天保元年）の建立。
大本堂
仁王門をくぐり、石段を上りきった正面に建つ、当寺の中心となる堂。本尊不動明王像を安置する。入母屋造り二重屋根の鉄筋コンクリート造で、規模は間口95.4メートル、奥行59.9メートル、棟高32.6メートル。1968年建立（設計：吉田五十八研究室 施工：大林組）。
三重塔
国の重要文化財。大本堂の手前右手に建つ、1712年（正徳2年）建立の塔。高さ25mの中規模の塔だが、近くにある大本堂に比較して小さく見える。軒裏には垂木（軒を支える棒状の部材）を用いず、雲文を刻んだ板で軒を支える板軒とする。初層は各面の中央を扉とし、その両脇の柱間には十六羅漢の彫刻を施す。この他、柱、長押、貫などの部材に地紋彫りを施すなど、近世建築らしく装飾性豊かな塔である。
釈迦堂
国の重要文化財。大本堂左手の広場に建つ入母屋造の仏堂で、1858年（安政5年）建立の旧本堂。後述の光明堂（これも旧本堂）と似た形式になるが、規模はこちらの方が一回り大きく、屋根正面に千鳥破風を付ける点も異なっている。堂の周囲には二十四孝と五百羅漢の浮彫が施されている。
額堂
国の重要文化財。大本堂左裏の階段を上った先の平地に位置する。1861年（文久元年）に建てられた2番目の額堂（第二額堂）であり、正面3間、背面6間、梁間2間の入母屋造、全面吹き放し（建具や壁を造らない）の堂で、絵馬を掲げるための建物である。建立当初は背面は板壁であった。東北地方太平洋沖地震以後、掲げてある絵馬（普通の絵馬ではなく額装され絵画のように大きい）が強い余震により落下する恐れが生じたため、立ち入りが一時禁じられ、2015年から2016年にかけて安全確保のための修復が行われた。
なお、三重塔脇にあった第一額堂は、1965年に正気ではない成田市在住の青年の放火により焼失した。
光明堂
国の重要文化財。額堂のさらに先に建つ入母屋造の仏堂で、1701年（元禄14年）建立。釈迦堂が本堂になる前の旧本堂である。愛染明王、不動明王、大日如来が祀られている。愛染明王が祀られた右側は自由に立ち入り可能。成田祇園祭の期間中は霊剣「天国宝剣」（あまくにのほうけん）を用いる「天国宝剣頂戴」（お祓い）が受けられる。
一切経蔵（堂）
三重塔の前。1722年（享保7年）に建てられた。方三間、宝形造。一切経が収められた輪蔵。一部に「一切経堂」を使う例があるが、指定としては「一切経蔵」となる。扁額にも「一切経蔵」とある。
平和大塔
「平和の大塔」とも称する。境内最奥に建つ、鉄筋コンクリート造、高さ58.1mの多宝塔形の仏塔で、1984年の建立（設計監理：財団法人建築研究協会　施工：大林組）。外観は二重塔だが内部は5階建てである。塔の基壇部分にある1階は霊光殿と称し、大塔入口と写経道場のほか、絵馬などの文化財を展示している。2階は明王殿と称し、不動明王を中心とする五大明王の巨像を安置し、昭和曼荼羅、真言宗祖師伝などの絵画で荘厳されている他、大塔各所を警備するコンソールが置かれている。3階・4階はそれぞれ経蔵殿、法蔵殿と称し、信徒が奉納した不動明王の小像を多数安置している。5階は金剛殿と称し五智如来像を安置する。全館立ち入り自由（1階以外は土足厳禁）で、2階・5階では自分の守護仏を拝むことができる。地下には各国の元首から寄せられた「平和へのメッセージ」を封入したタイムカプセルが、落慶した1984年（昭和59年）、記念に埋められている。このタイムカプセルは2434年に再発掘・開封予定。
奥之院
光明堂の裏手にある、成田山新勝寺の本尊である不動明王の本地仏である大日如来像が安置されている洞窟。通常は閉鎖されており、大日如来の祭礼である成田祇園祭の期間中（その他の例外も有り）のみ開帳される。
成田山公園
境内の東側一帯に広がる、池を中心とした大公園で、広さは165,000平方メートル。
薬師堂
成田駅方向から、成田山へ向かう三差路の左側、成田山新勝寺飛地境内に位置する。光明堂が本堂になる前の旧本堂である。1655年（明暦元年）に建立され1855年（安政2年）に現在地に移転した。成田山新勝寺建物としては、現存する中で最も古い建物であるが、創建当時の構造材は少ない。2011年から2年掛けて保存修復工事が施された。
醫王殿
2017年11月28日落慶。開基1080年の記念事業として平和の大塔の横に建立された。本瓦、総欅造り。薬師堂に鎮座していた薬師如来像と平和の大塔に奉安されていた十二神将像がこちらに移されて祀られ、健康長寿・当病平癒の祈祷に利用されている。
湯殿山権現社
JR成田駅東口の成田駅前交番裏に位置する。成田山の管理地であり、成田山の祭礼である成田祇園祭は、元々は湯殿山権現の祭りとして執り行われていた。境内には、小さな祠と多くの石碑がある。湯殿山の名は、出羽三山の湯殿山の流れをくむものである。また境内は聖地につき関係者以外立入禁止となっている。
交通安全祈祷殿
国道51号の成田山入口交差点を入り、少し行くと左側に位置する。その名の通り交通安全祈祷を行う場所。成田山の交通安全祈祷は、昭和30年代より始められた。成田山入口交差点には「仏心で 握るハンドル 事故はなし」と書かれた成田山の看板がある。

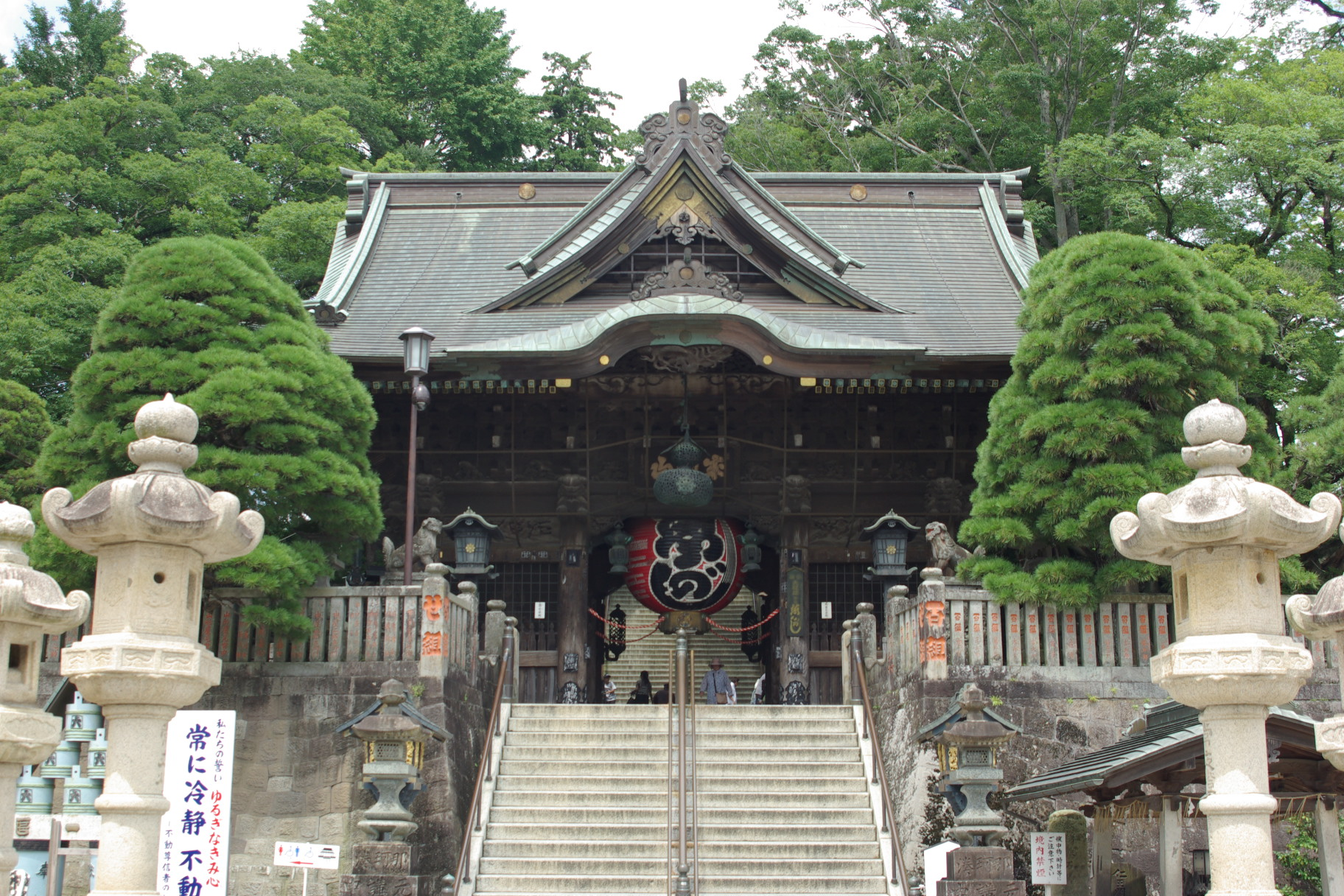
仁王門（重要文化財）
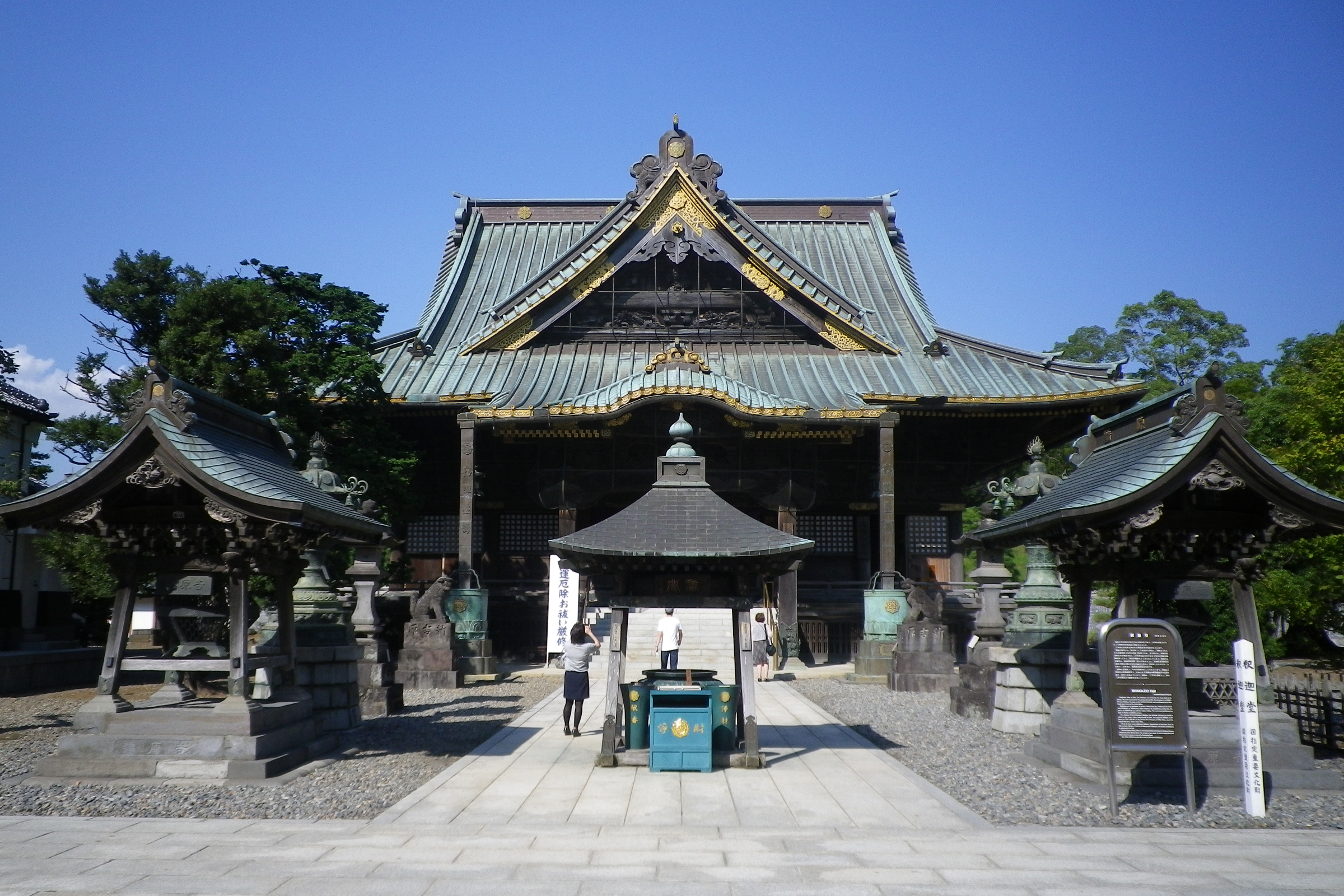
釈迦堂（重要文化財）
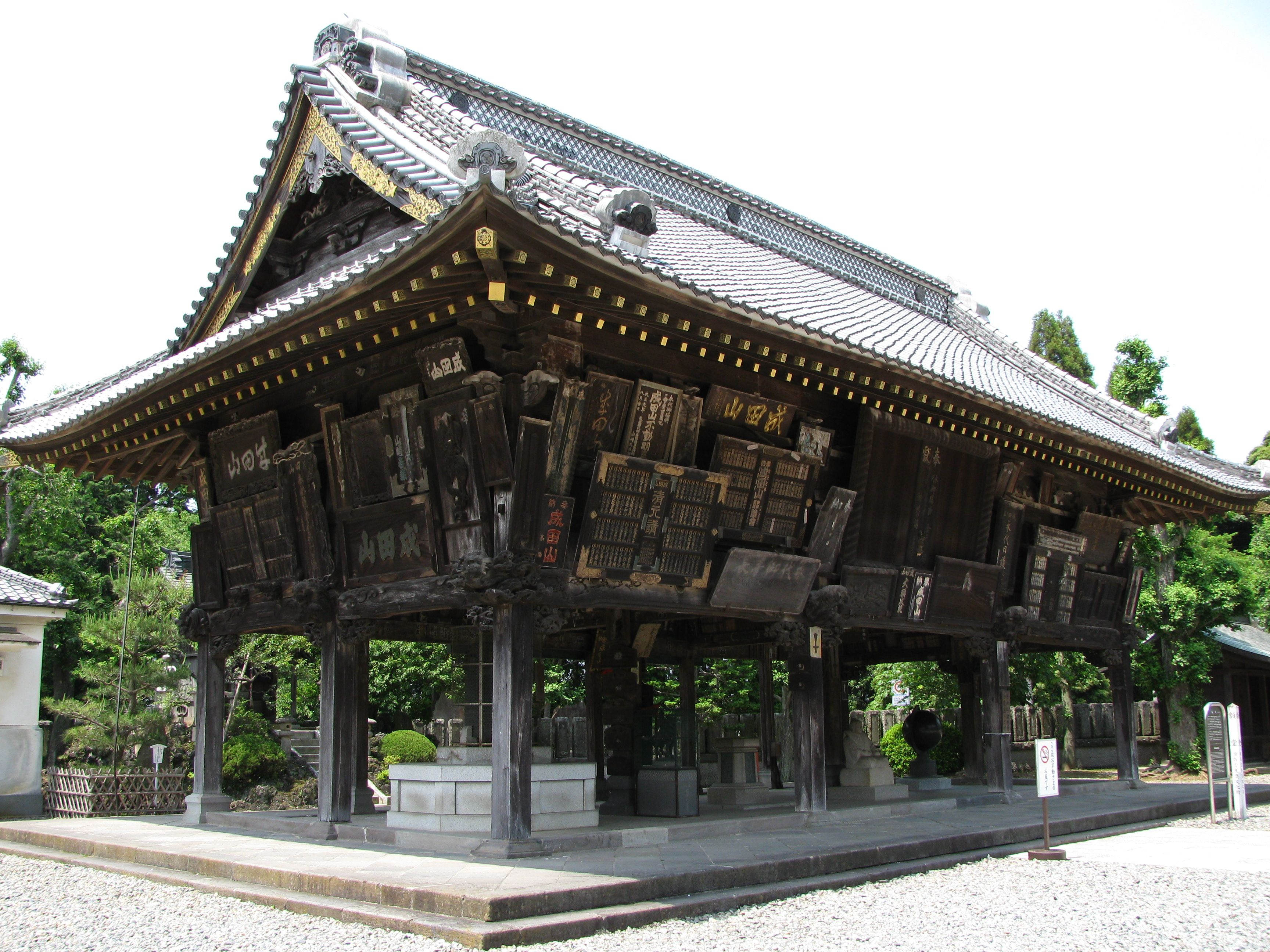
額堂（重要文化財）
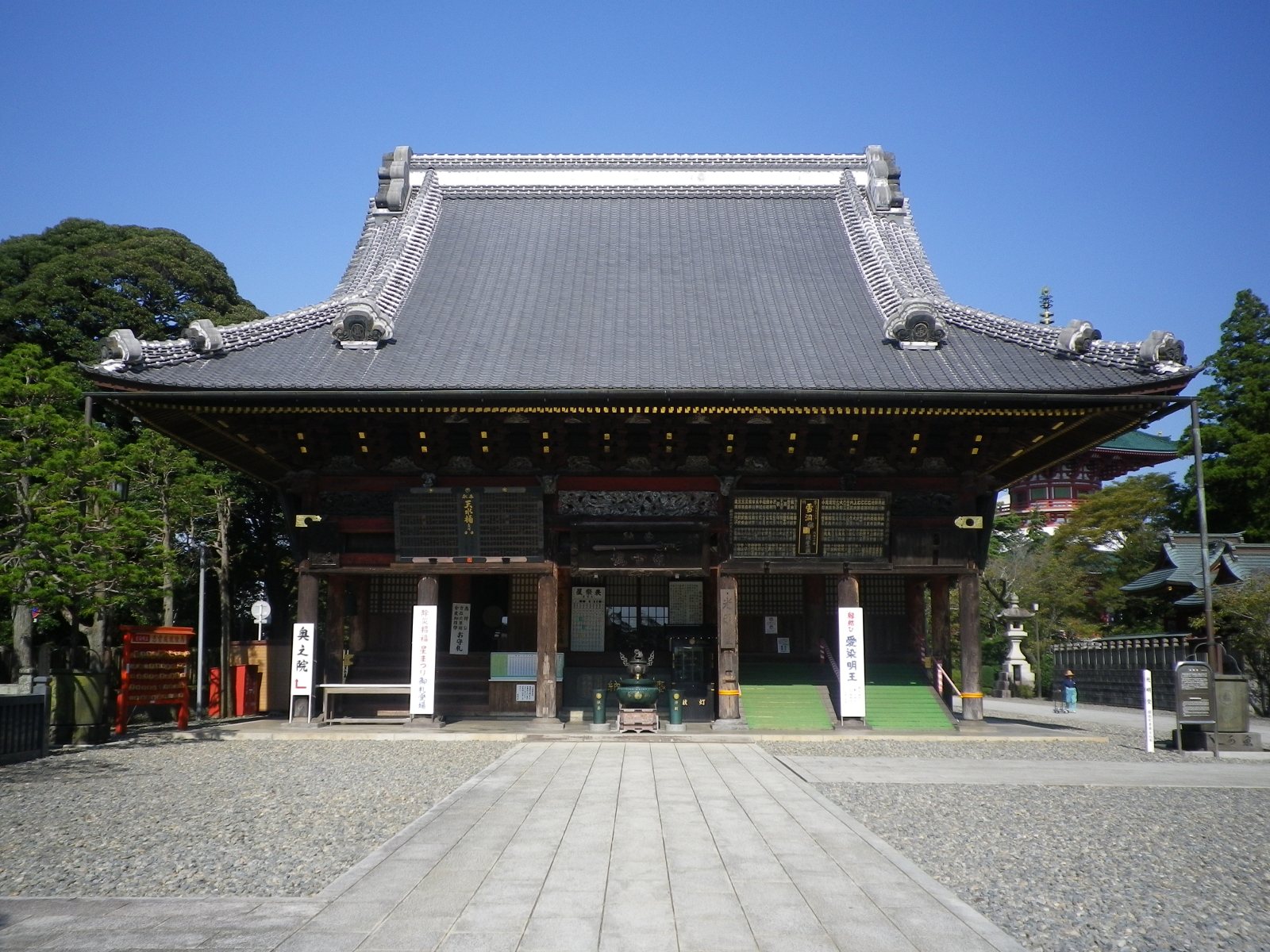
光明堂（重要文化財）
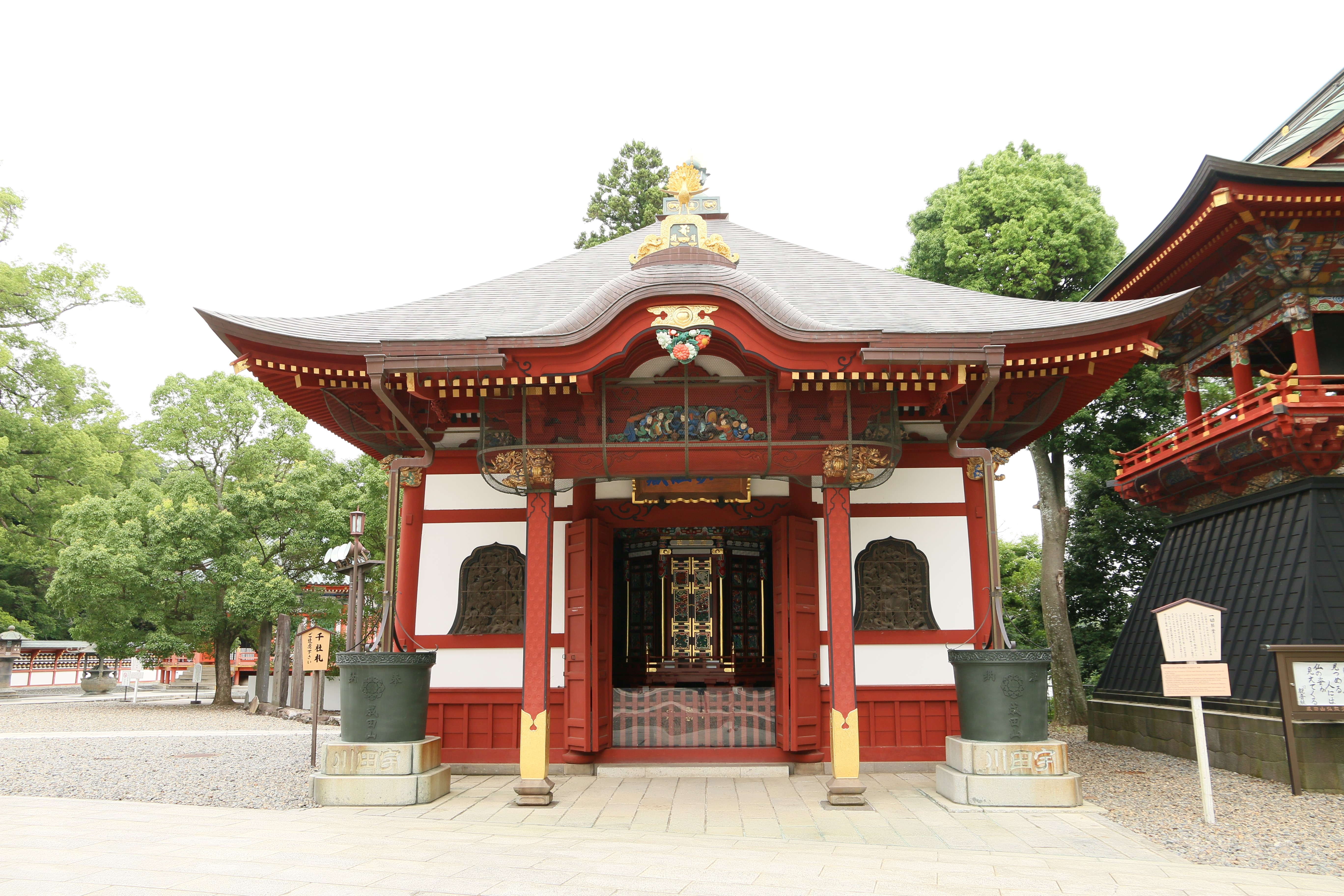
一切経堂
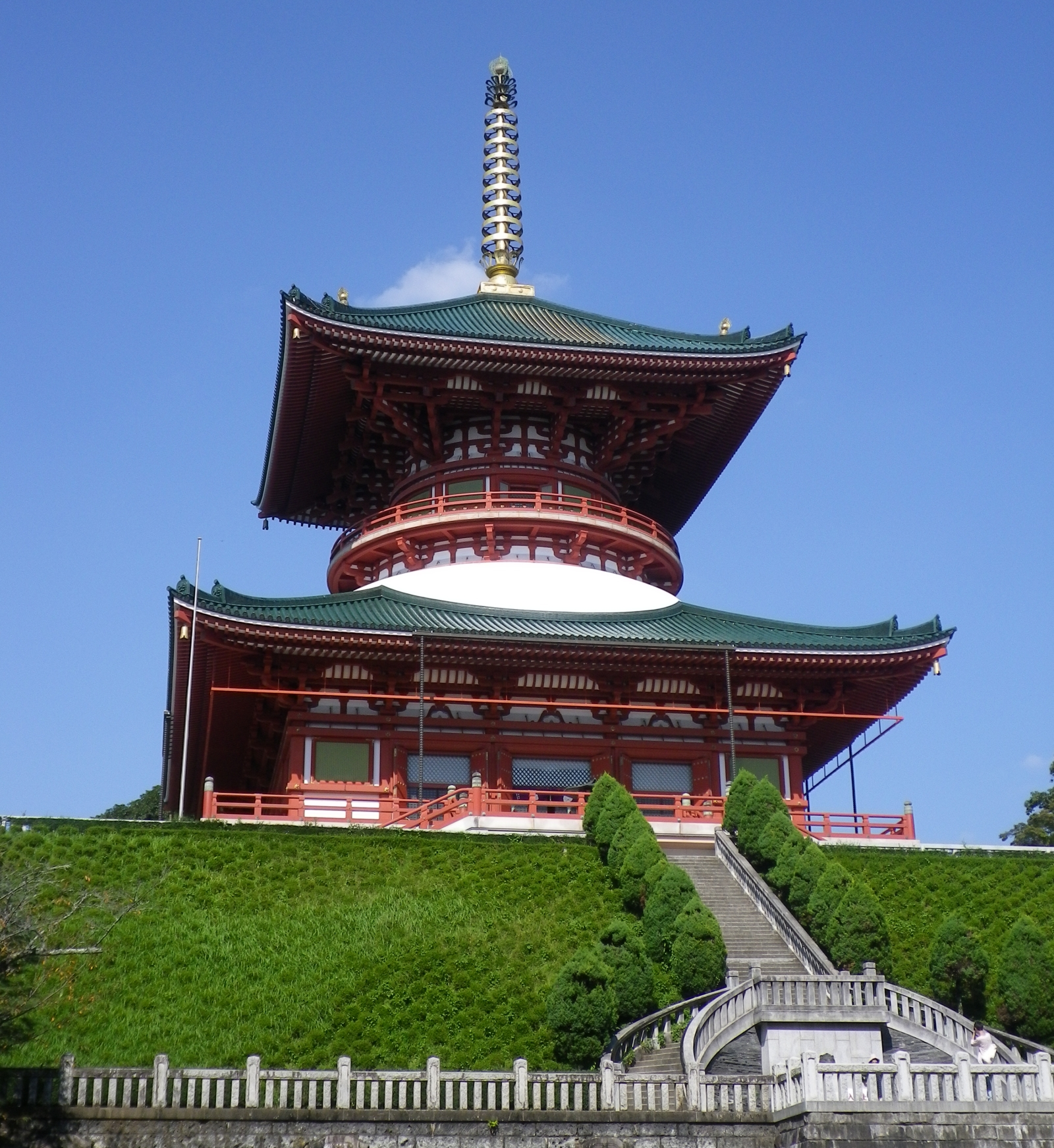
平和大塔
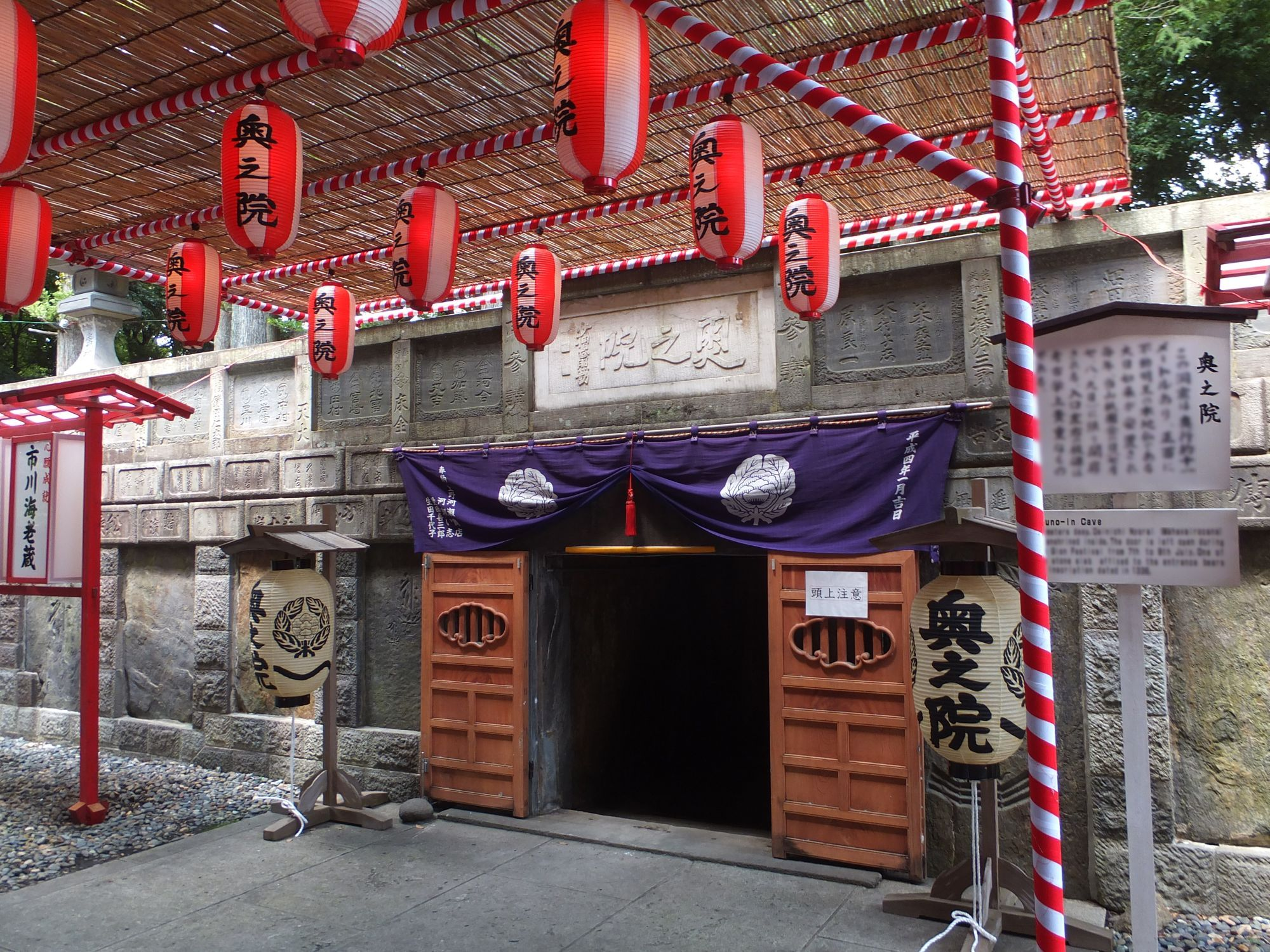
開扉された奧之院
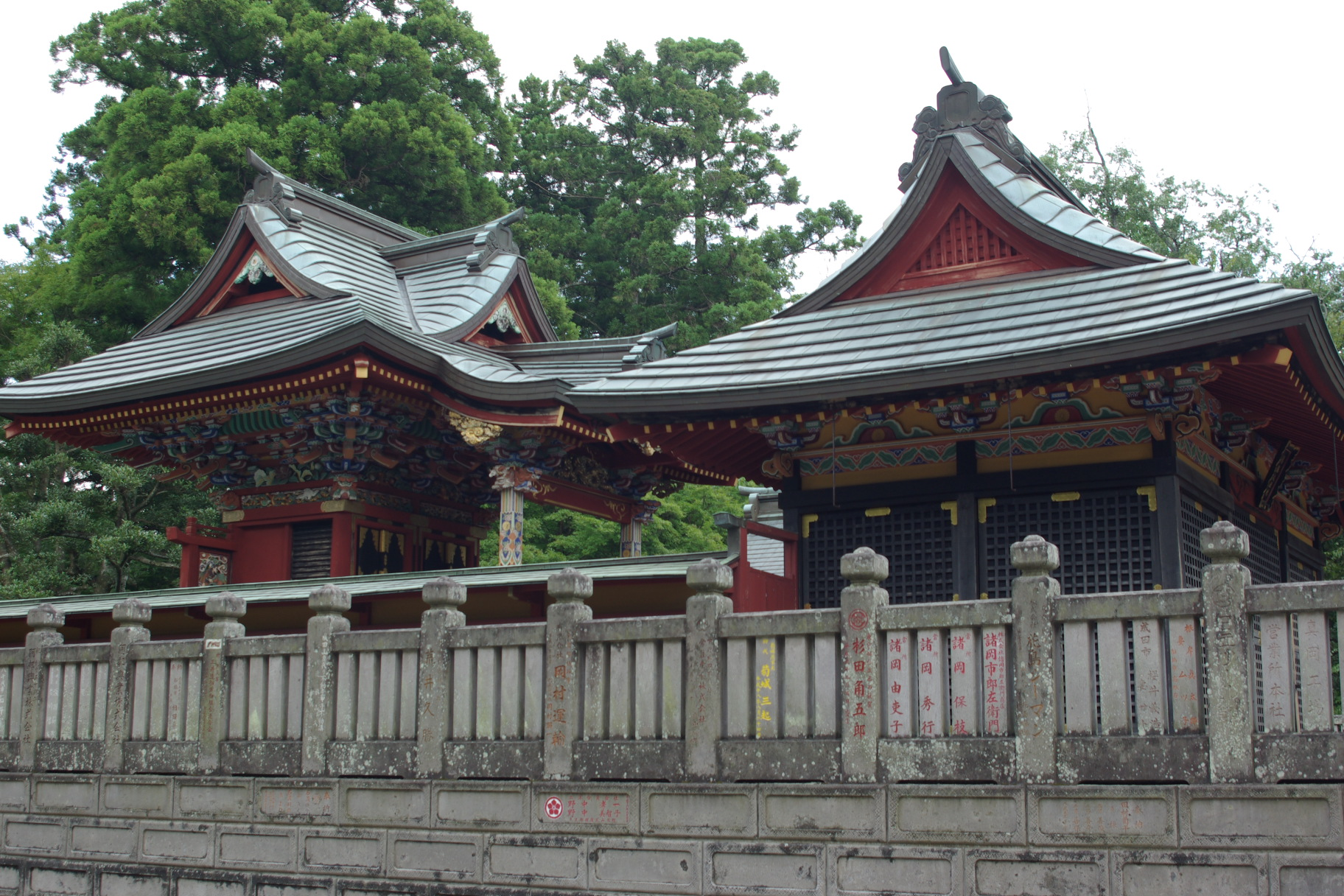
清瀧権現堂
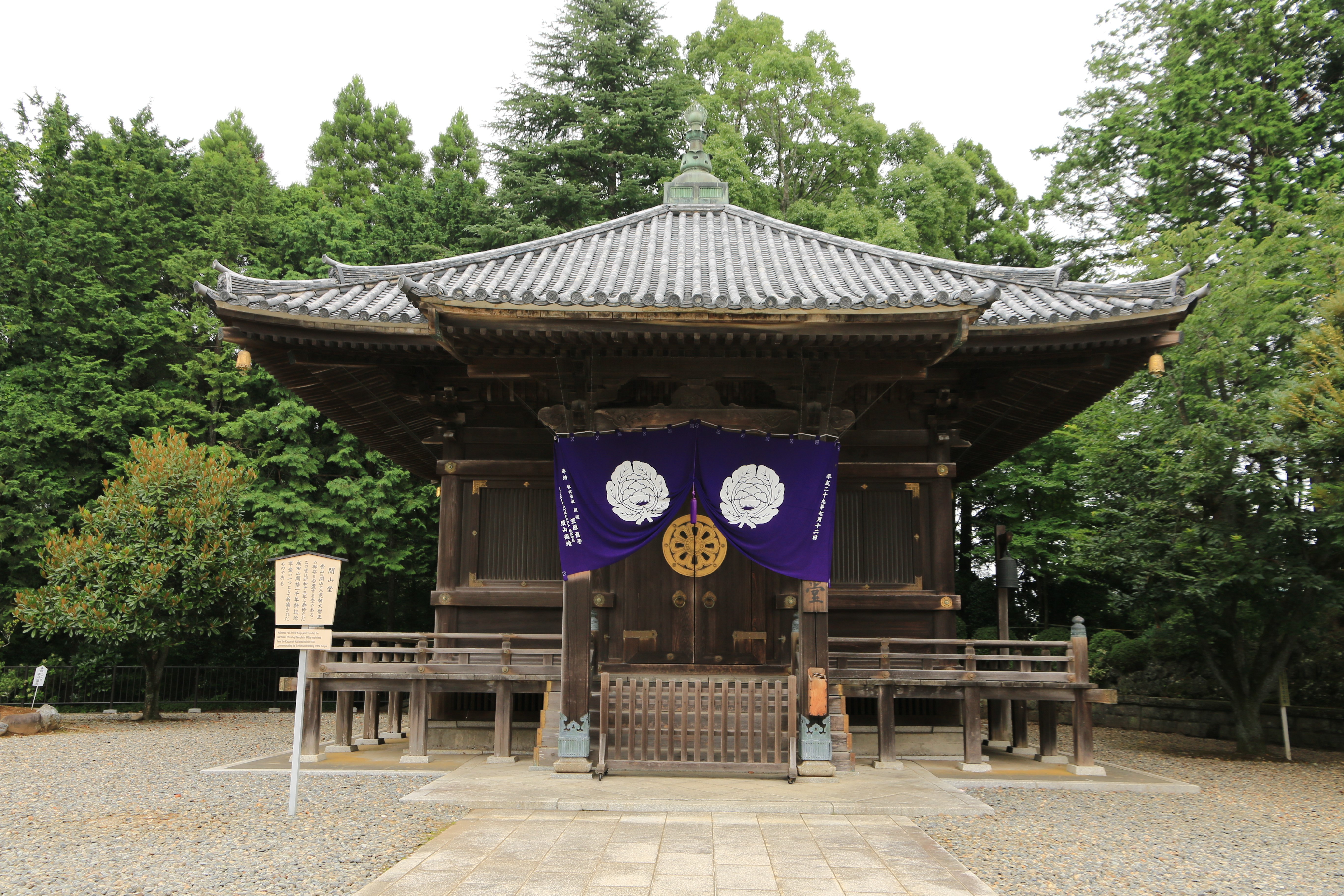
開山堂
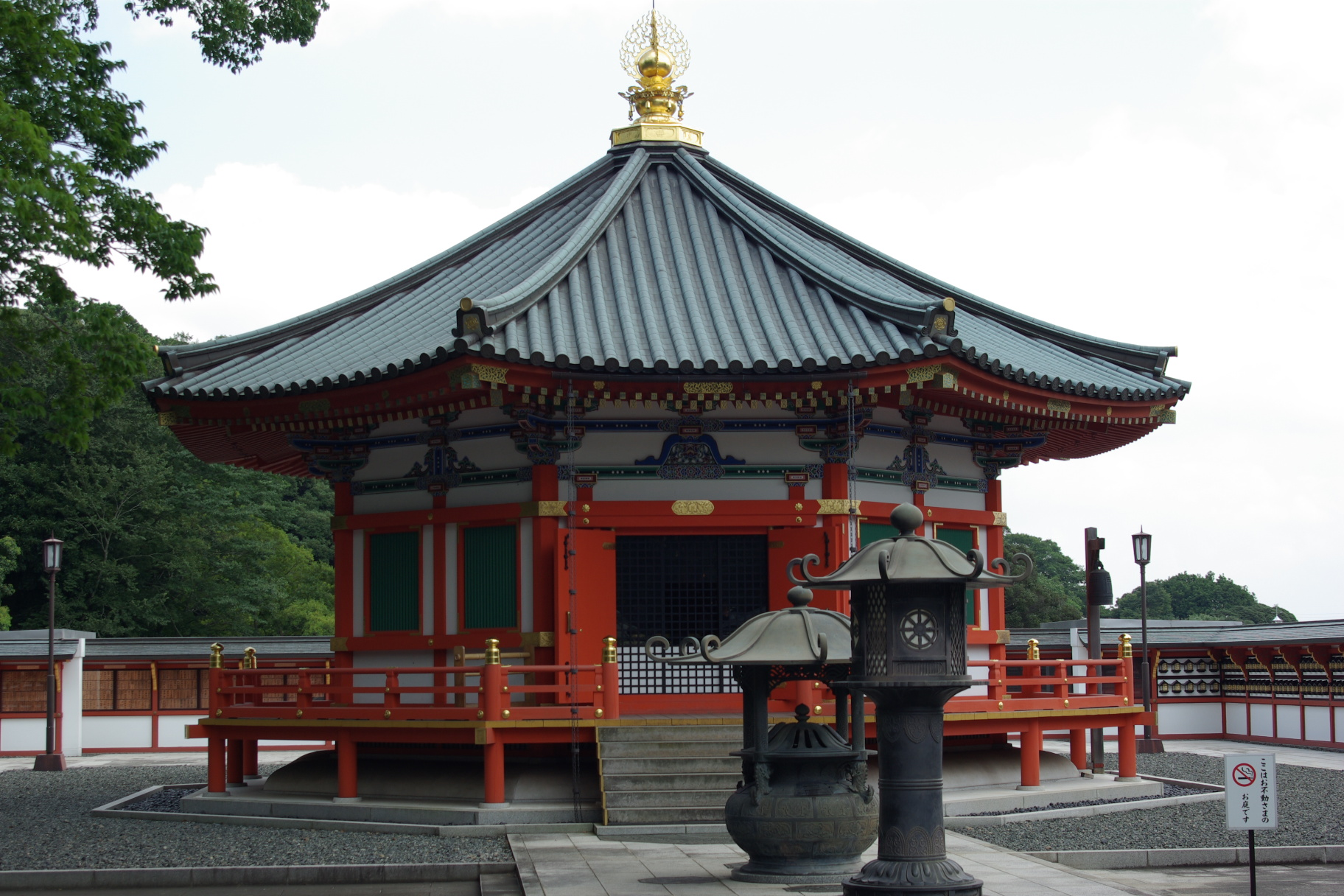
聖徳太子堂
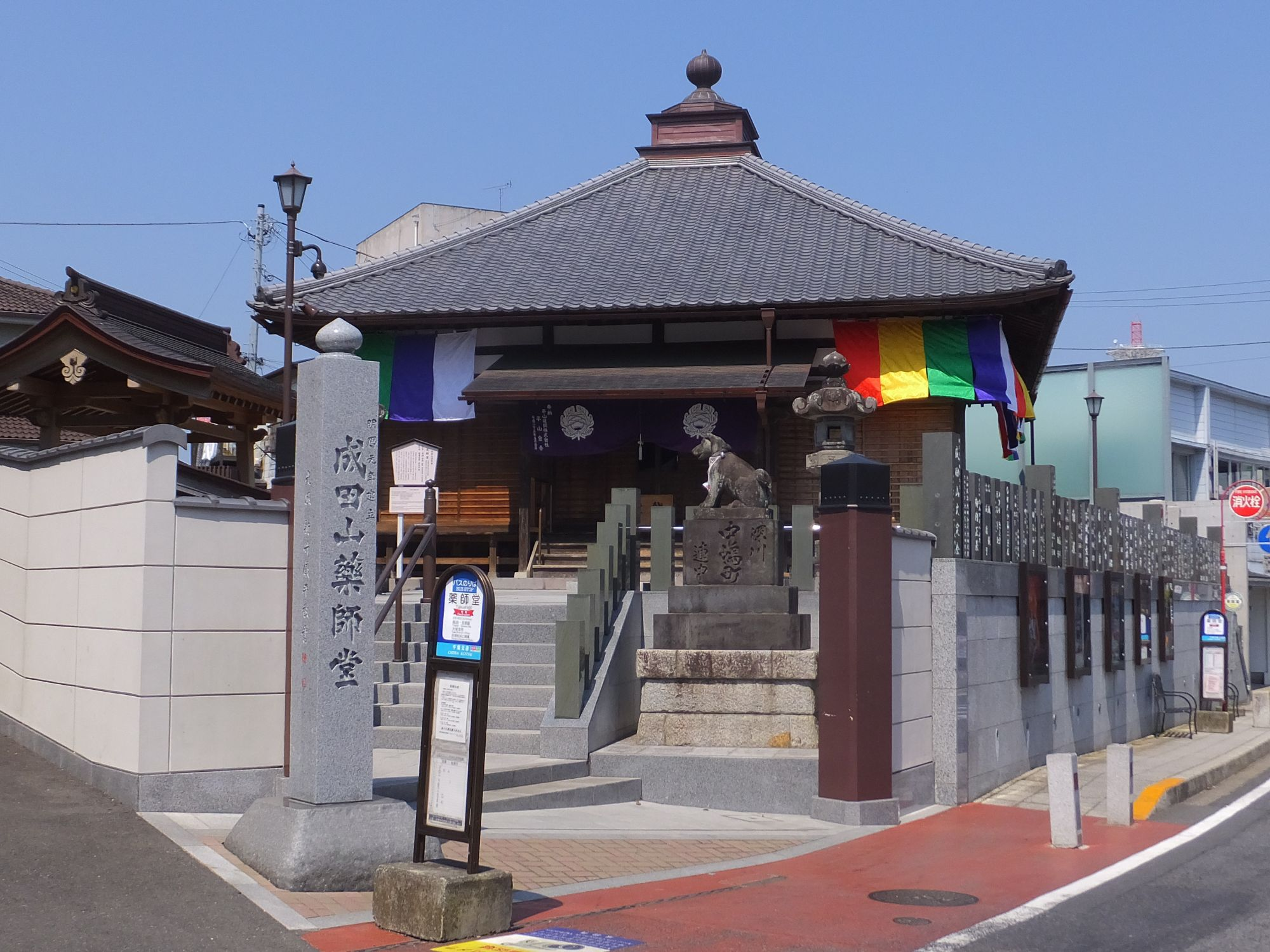
薬師堂
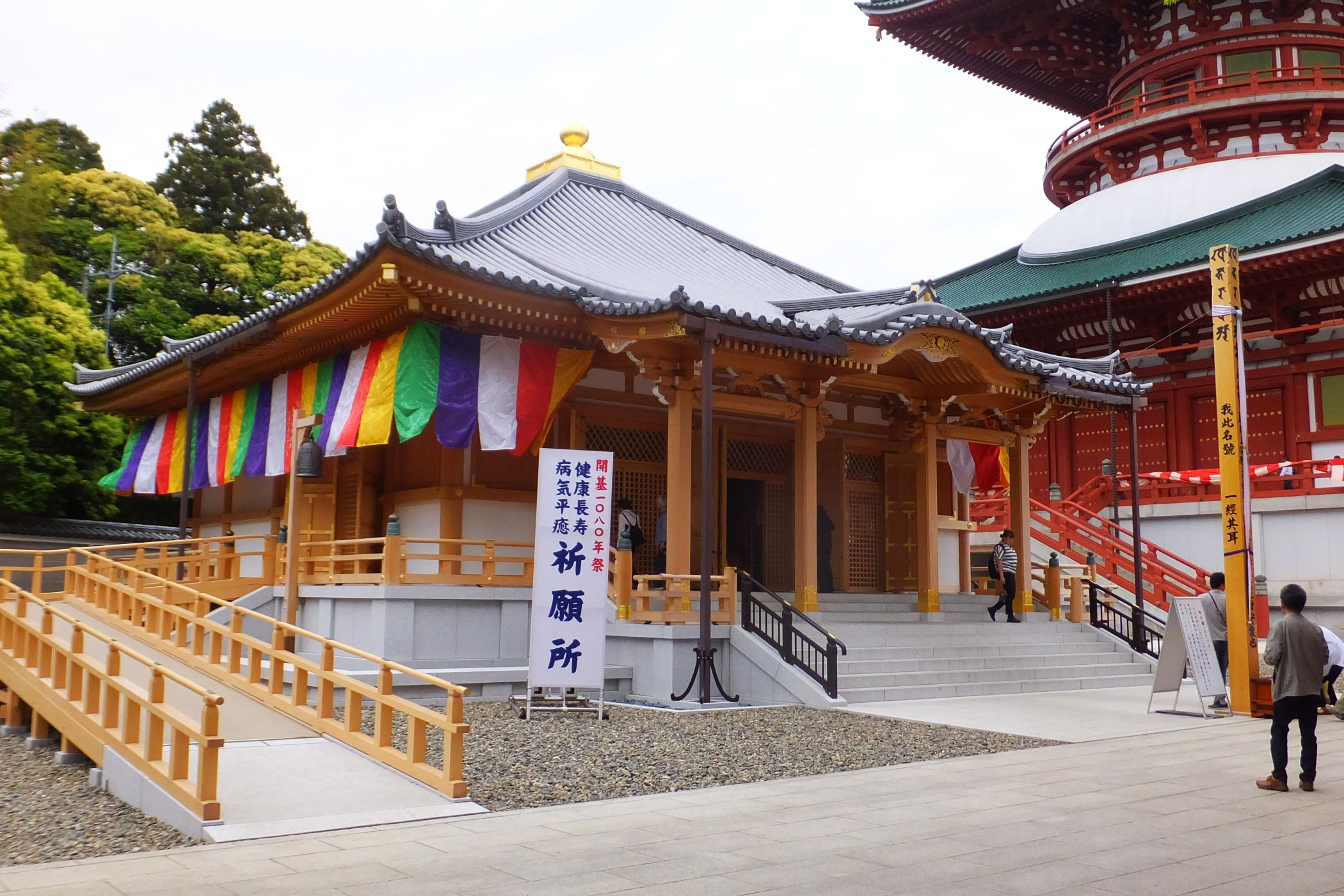
醫王殿
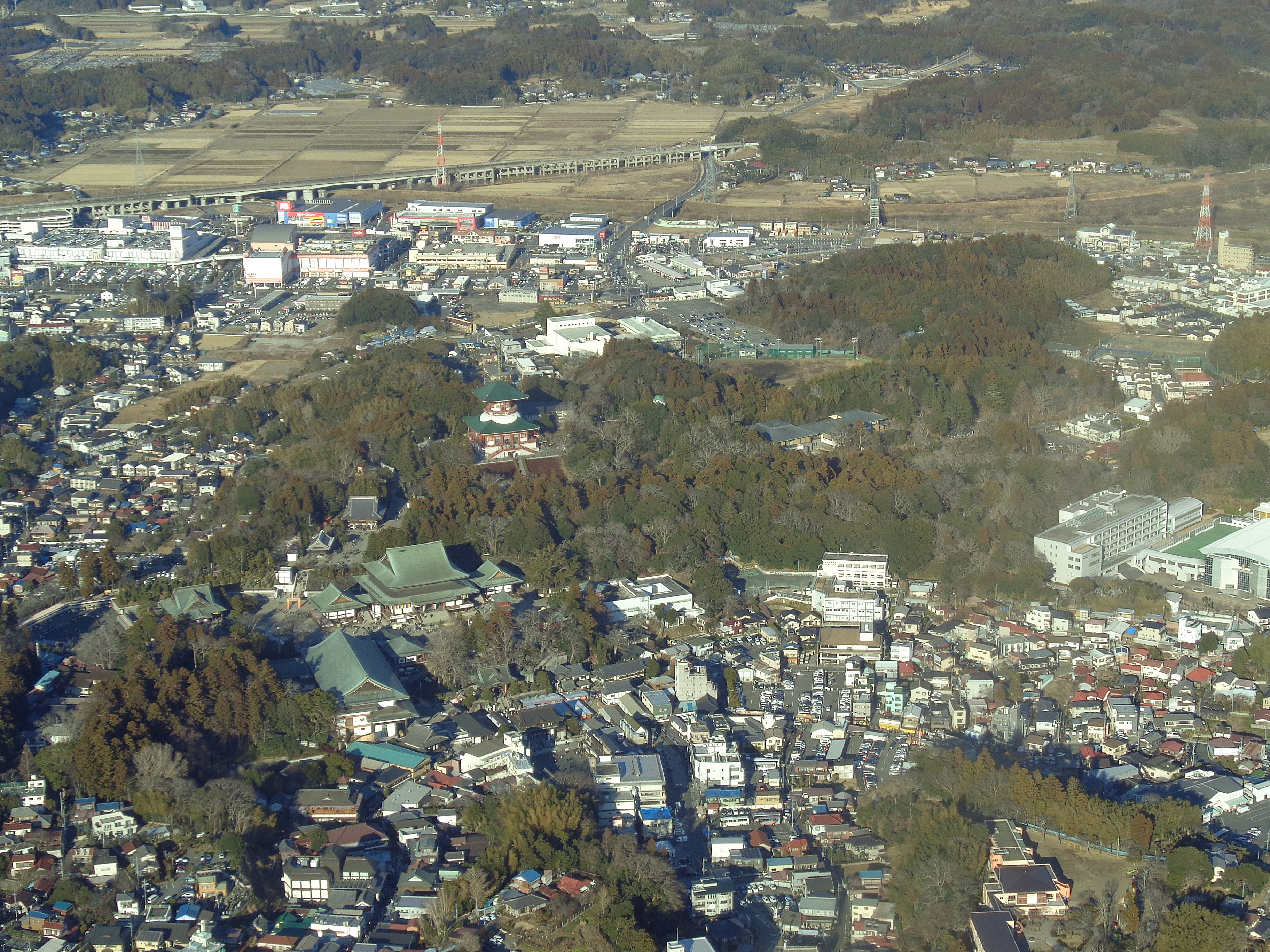
新勝寺全体を空撮

## 歴代貫首
- 開山 － 寛朝僧正
- 中興

1. 照範 － 新善光寺で得度
2. 快盛
3. 照朝
4. 照諦
5. 照峯
6. 照乗
7. 照誉
8. 照胤
9. 照融
10. 照阿
11. 照嶽
12. 照順
13. 原口照輪
14. 三池照鳳
15. 石川照勤
16. 服部照和
17. 池田照誓
18. 荒木照定
19. 松田照應
20. 鶴見照碩
21. 橋本照稔
22. 岸田照泰[22]

## 文化財

### 国指定重要文化財
- 新勝寺 5棟 - 各建物の解説は前出。
  - 仁王門
  - 三重塔
  - 釈迦堂
  - 額堂
  - 光明堂
- 木造不動明王及二童子像[7]
大本堂に安置する当寺の秘仏本尊。中尊の不動明王像は、坐像で像高約133センチメートル[23]。両脇に二童子をしたがえる。1964年（昭和39年）5月26日に国の重要文化財に指定。新勝寺では空海の「敬刻」という言い方をするが、国（文化庁）が成田山新勝寺の本尊の不動明王像を調査した結果、「鎌倉時代の後期（13世紀 - 14世紀）作。作者（仏師）は不詳」と判明した。胎内仏もないため、別に秘仏もなく1964年（昭和39年）5月26日付けで結果が公報された[24][25]。鎌倉時代後期（13世紀～14世紀）の製作であり[23]、鎌倉時代の特徴である写実的な作風。目は玉眼（仏像の目をより本物らしくみせるために水晶の板をはめ込む技法。制作年代の判明する最古例は1151年作、鎌倉時代に一般化し、後の多くの仏像に用いられている）。寄木造（10世紀後半頃から始まったと見られ、11世紀に入るとより合理化・洗練される）。

### 県指定文化財
- 板石塔婆二基(延元元年、明徳五年在銘）（考古資料）
- 絵馬類、22面（有形民俗文化財）

### 市指定文化財
- 薬師堂（建造物）
- 鐘楼（建造物）
- 一切経蔵（建造物）一切経堂という言い方もあるが、指定物件としては一切経蔵。
- 清滝権現（建造物）建物としては清瀧権現「堂」であるが、新勝寺側の申請で清瀧権現という名称が使われる。
- 輪転経蔵（建造物）
- 木造薬師如来坐像（彫刻）
- 大ケヤキ（天然記念物）

## 別院・分院・末寺・末教会
別院・分院・末寺・末教会を合わせて全国に71カ寺ある。

## 関連施設
- 成田山仏教研究所
- 成田山勧学院（真言宗智山派宗内教育機関）
- 学校法人成田山教育財団
  - 成田高等学校・付属中学校
  - 成田高等学校付属小学校
  - 成田幼稚園
  - はぼたん幼稚園
- 社会福祉法人成田山福祉財団
  - 成田学園（児童養護施設）
- 公益財団法人成田山文化財団
  - 成田山仏教図書館
  - 成田山霊光館（歴史博物館）
  - 成田山書道美術館

## 所在地と交通
- 所在地：千葉県成田市成田1

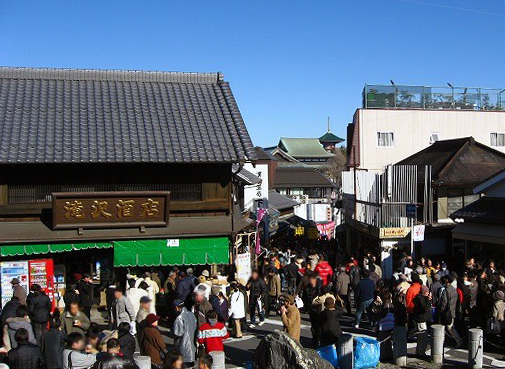
正月三が日の成田山門前の表参道風景。

- 成田駅（JR東日本）、京成成田駅から徒歩約13分。元々成田線と京成本線（敷設当初はそれぞれ成田鉄道[初代]と京成電気軌道）は成田山参拝客輸送を目的に敷設された鉄道である。
- 東関東自動車道成田ICで降り、国道295号の『寺台インター』を直進して国道408号を利用するか、左折して国道51号を利用する。市中心部の主要交差点には番号が振られており、この誘導に沿えば駐車場へ入れる。
- なお明治末から1944年（昭和19年）までは、成宗電気軌道（路面電車。のち成田電気軌道、成田鉄道（2代）を経て鉄道事業から撤退、現在の京成バス千葉イースト）の不動尊電停が新勝寺の門前に設置されていた。総門のすぐ東側から南方向に伸びる道路（電車道）は、この廃線跡を転用したものである。

## その他

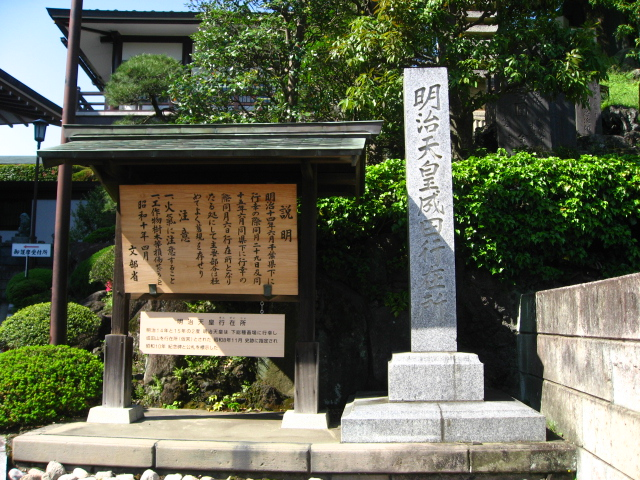
明治天皇成田行在所

- 境内には「明治天皇成田行在所」の碑が建てられている。1881年（明治14年）6月および1882年（明治15年）6月に、明治天皇が千葉県下の下総種畜場（後の宮内庁下総御料牧場）へ行幸する際に成田山を行在所（あんざいしょ）と定めた。行在所は1933年（昭和8年）11月に史蹟として文部省より指定されたが、1948年（昭和23年）に他の明治天皇関連史跡とともに指定解除されている[27]。光輪閣後方に現存しており、2014年（平成26年）に修復工事を行った。
- 高幡不動金剛寺などとともに、関東三大不動の一とされる。関東三大不動の残り1か寺については不動ヶ岡不動（總願寺）、大山不動（大山寺）および高山不動（常楽院）等が挙げられる。また、高尾山薬王院、川崎大師平間寺とともに真言宗智山派の関東三大本山のひとつとなっている。
- 東京別院深川不動堂（東京都江東区）、川越別院本行院（埼玉県川越市）、名古屋別院大聖寺（愛知県犬山市）、大阪別院明王院（大阪府寝屋川市）など日本各地に別院がある。
- 太平洋戦争前、「鉄砲の弾から身を守る札」として、身代わり札が流行した。皇紀2600年の大祭を避けて、前倒しして行った開基1千年祭で、想定以上に奉納金があったため、成田山号と名づけられた戦闘機を海軍に、新勝号と名づけられた戦闘機を陸軍に献納するなど、積極的に戦争に協力した。太平洋戦争中には必勝祈願、鬼畜米英調伏として、成田山新勝寺としては2回目、1千年ぶりの「調伏」の秘儀を行うものの、効果はなかった。
- 平将門の乱平定に関わる由緒から、将門を祀る築土神社や神田明神の氏子をはじめとして将門所縁の人々の中には現在に至っても成田山参拝を良しとしない風潮が残るとされる（→平将門#調伏伝説）。
- 毎年立春の前日の節分の日に節分会が開かれ豆まきが行われる[28]。不動明王の前では鬼さえ改心するため鬼はいないとされており、成田山では「鬼は外」を言わず、「福は内」のみを言うのがならわしとなっている。特設舞台を設置して、「特別追儺豆まき式」を行う。特別追儺豆まき式は3回行われ、そのうち第1回・第2回には、大相撲力士とその年のNHK大河ドラマの出演者がそれぞれ5名程度、さらに成田山所縁・信徒の芸能人（前述の成田屋の屋号を名乗る歌舞伎役者、島津亜矢、新浜レオンなど）が「特別年男」として豆まきに参加する[29]。なお、『風と雲と虹と』（1976年）のみは平将門が主人公であったことから、創建の由来に配慮して将門役の加藤剛をはじめとした出演者は参加を見合わせている。
- 節分後の2月中旬から成田山梅まつりが実施される。梅まつりは昭和30年代半ばから新勝寺大本堂奥にある成田山公園で毎年開催されている[30]。
- 成田山新勝寺としてのテレビCMは、関東地方の民放キー局では初詣前後にしか行わない。地元千葉県の千葉テレビ放送では2011年頃まではほぼ毎日CMを放送していたが、現在は放送されていない。
- 身代わり札 - 天保2年（1831年）3月、仁王門棟上げ式直前、大工の辰五郎が高さ17メートルの足場から落ちたが、新勝寺の守り札が代わりになって真っ二つに割れ、本人は痛かっただけで怪我一つなかったという伝承に基づく。境内の「お札受け所」にも掲げられている有名な言い伝えである。
- 1950年に成田山公園内（成田山新勝寺の敷地内）で木村荘太（作家、翻訳家）が自殺しているのが発見された[31]。
- 1950年から青少年の健全な育成を期して「はぼたん日曜学校」を開校。2001年、この活動で正力松太郎賞を受賞した。